# Monotes africana
Monotes africana là một loài thực vật có hoa trong họ Dầu. Loài này được A.DC. mô tả khoa học đầu tiên năm 1868.